# Новы-Сонч
Но́вы-Со́нч (пол. Nowy Sącz, нем. Neu Sandez, венг. Újszandec, идиш צאַנז‎ (с идиш — «Цанз»)), Новый Сонч, Нейсандец — город в Польше, входит в Малопольское воеводство.
Город имеет статус городского повята. Занимает площадь 57,58 км², население — 83 794 человека (на 2019 год).

## История
Во время Речи Посполитой, в землях Польской Руси, уездный город в Западной Галиции, главный город Сандецкого повета, входившего в состав Краковского воеводства. Шведское нашествие в 50-х годах XVII века губительно отразилось на состояние Нового Сонча, он был значительно разрушен пожарами и грабежами. В результате Первого раздела Речи Посполитой в 1772 году Новы-Сонч был присоединён к Габсбургской монархии.
В середине XIX века равин города Хаим Хальберштам (Хаим Цанзер, 1793—1876) основал династию Цанзских хасидов.
Во время Первой мировой войны город на некоторое время заняла Русская императорская армия. В межвоенные годы город принадлежал Польше. 6 сентября 1939 года город был оккупирован войсками Третьего Рейха. Освобождён Красной Армией 20 января 1945 года.

## Города-побратимы
Города-побратимы города Новы-Сонч:
1. США, Федеральный округ Колумбия.
2. Польша, Эльблонг.
3. Венгрия, Кишкунхалаш.
4. Италия, Изерния.
5. Норвегия, Нарвик.
6. Израиль, Нетания.
7. Словакия, Прешов.
8. Словакия, Стара-Любовня.
9. Германия, Шверте.
10. Украина, Стрый.
11. Польша, Тарнув.
12. Литва, Тракай.

## Известные люди, родившиеся в городе
- Артур Берсон (1859—1942) — немецкий учёный, метеоролог, физик, инженер, редактор, один из пионеров европейской аэронавтики, профессор.
- София Галечко (1891—1918) — украинский военный деятель, первая украинка-офицер (хорунжая УСС).
- Феликс Крейц (1844—1910) — польский учёный-геолог, ректор Ягеллонского университета.
- Карл Менгер (1840—1921) — основатель австрийской экономической школы[10].
- Владимир Кубийович (1900—1985) — украинский географ, историк, общественный и культурный деятель, коллаборационист, один из основателей дивизии СС «Галичина»
- Юлиан фон Дунаевский (1822—1907) — австро-венгерский государственный деятель, министр финансов Цислейтании.
- Юзеф Олексы (1946—2015) — премьер-министр Польши (1995—1996), маршал Сейма (1993—1995, 2004—2005).
- Пинхас Бурштейн (1927—1977) — польско-американский художник-постэкспрессионист.

## Памятник советским воинам
В ноябре 2014 года властями города Новы-Сонч было принято решение о частичном демонтаже памятника советским воинам, погибшим в годы Второй мировой войны при освобождении Польши. С мемориала убрали все надписи на русском и советскую символику.

## Фотогалерея
- Ратуша
- Замок
- Базилика
- Костёл Святого Казимира